# Ballet del Teatro Nacional de Belgrado
El Ballet del Teatro Nacional de Belgrado (en serbio cirílico: Балет Народног позоришта (Београд), serbio latino: Balet Narodno Pozorište (Beograd)) es la compañía de Ballet del Teatro Nacional de Belgrado que tiene cede en la Plaza de la República, en la capital de Serbia. Esta compañía es reconocida por sus estrenos mundiales que recorren el mundo con sus presentaciones y su reparto internacional que incluye a artistas japoneses, italianos, rusos e ingleses, entre otros.

## Historia
El Ballet fue fundado por la bailarina Yelena Polyakova, que se mudó de San Petersburgo a Belgrado para formar una escuela de baile. Este grupo posteriormente se convirtió en el Ballet del Teatro Nacional. El 22 de enero de 1923 el Ballet dio su primera presentación con El cascanueces de Chaikovski. Desde 1970 el Ballet ha realizado la presentación de obras clásicas como El lago de los cisnes (1970 y 1998), La bella durmiente (1996), Giselle (1991) y Don Quijote (2007). También se han armado producciones más contemporáneas como Interval (2009) y They (2015).

## Puestas en escena
La siguiente lista incluye las presentaciones hechas en el Teatro Nacional del Belgrado:
- El cascanueces (1923/2014)[9]
- El lago de los cisnes (1970/1998)[3]
- Giselle (1991)[5]
- Anna Karenina (1993/2010)[10]
- La bella durmiente (1996)[4]
- Songs (1997)[7]
- Step lightly (1997)[11]
- Viva la vida! (2003)[7]
- Who is singing out there (2004)[12]
- Queen Margot (2005)[13]
- The Autumn Flowers (2007)[14]
- La bayadera (2011)[15]
- Alejandro (2011)[16]
- Napoli (2012)[17]
- Peter Pan (2012)[18]
- La cantante calva (2015)[8]
- They (2015)[8]
- El retrato de Dorian Gray[19]
- Six dances[14]

## Presentaciones Internacionales
El Ballet del Teatro Nacional de Belgardo se presenta a lo largo del año en escenarios fuera del Teatro Nacional de Serbia. En 2014 esta compañía fue parte del 42.° Festival Internacional Cervantino con el ballet Alejandro, que está basado en la vida y obra del emperador Alejandro Magno. Este ballet a cargo de Ronald Savkovic también fue presentado en escenarios de países europeos, y en Japón y Egipto. Otros ballets presentados internacionalmente incluyen La Reina de Margot y El Lago de los Cisnes.